# Közönséges petymeg
A közönséges petymeg vagy északi petymeg (Genetta genetta) a cibetmacskafélék (az emlősök osztályába és a ragadozók rendjébe tartozó család) családjába, a petymegek közé (Genetta nem) tartozó ragadozó.

## Elterjedése, élőhelye
Afrika nagy részén megtalálni a sivatagok és az esőerdők kivételével, emellett az Arab-félsziget nyugati és déli partvidékén is előfordul. Közönséges petymegek Európában is élnek, feltehetően betelepítés eredményeképpen: főleg az Ibériai-félszigeten és Franciaország Loire-tól délre eső részén él, de Belgiumban, Olaszország északnyugati részén és Svájcban is jelentették már észlelését. A Baleár-szigeteken is előfordul.

## Megjelenése
Teste nyúlánk és karcsú, 55 cm hosszúságot ér el; farka 40 cm-nél hosszabb is lehet. Végtagjai rövidek, ötujjasok, karmai visszahúzhatók. Feje kicsi és hátul széles, orra hosszú, füle rövid, széles és kerek. Bundája rövid, tömött és sima, alapszíne sárgásszürke. Törzse oldalán 4-5 sorban hosszanti, fekete, ritkán vörössárgával kevert foltok találhatók négy sorban, a farkán fehér gyűrűk, a farka vége fekete. Nyakán négy hosszanti csík fut végig. Egy nagyobb folt a szeme előtt, egy kisebb fölötte foglal helyet. A felső ajak csúcsa fehér. Farmirigye lapos, csak kevés, pézsmaillatú, zsíros váladékot termel.

## Életmódja
Apróbb rágcsálókkal és madarakkal, tojásokkal, rovarokkal táplálkozik. Kifosztja a kevéssé védett tyúkólakat és galambdúcokat is, de ezt a kártételt bőségesen ellensúlyozza a patkányok és egerek kíméletlen pusztításával. A sűrű növényzettel (bozóttal, erdővel) borított részeket kedveli. Nappal többnyire alszik, és csak sötétedés után indul vadászni.

## Szaporodása
70-84 napos vemhesség után 2-6 utódot hoz világra. A kicsinyeknek egy-két hét múlva nyílik ki a szemük, három hét múlva már szaladgálnak. Hathetes korukig kizárólag anyatejjel táplálkoznak, utána fokozatosan állnak át a  szilárd táplálékra.

## Egyéb
A petymeg könnyen szelídíthető. Afrika északnyugati részein patkány és házi egér irtására tartják. Tisztasága kellemes társsá teszi, de az egész házban rövidesen szétterjedő, átható cibetszaga zavaró lehet.
Az Európai Unióban rajta van a természetvédelmi szempontból jelentős állatok listáján.

## Alfajok

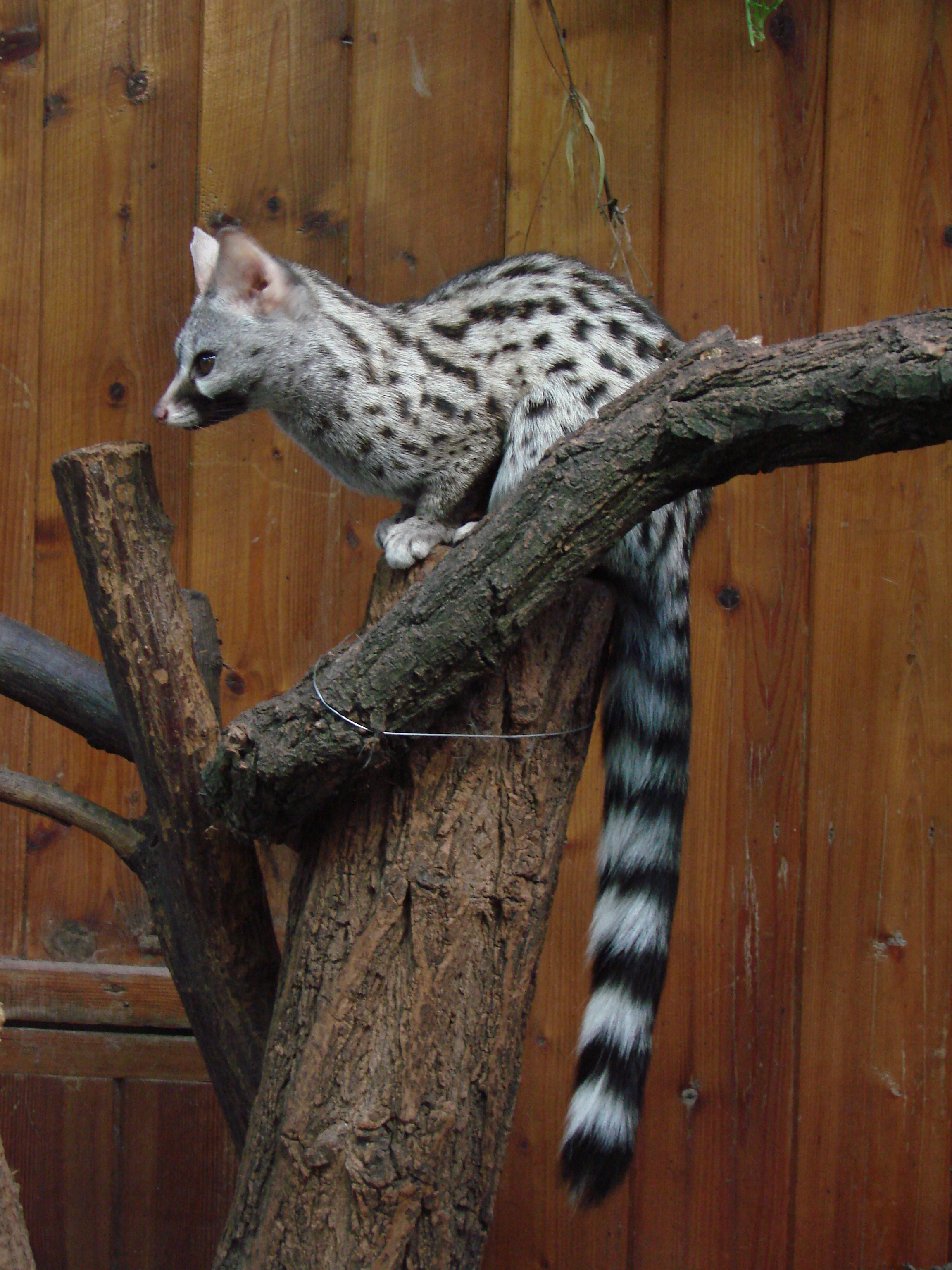
Dél-afrikai petymeg (Genetta genetta felina)

Korábban mintegy 30 alfaját tartották nyilván, de mára ezek jó részét összevonták. Jelenleg a következő alfajokat ismerik el:
- Genetta genetta genetta – Északi petymeg, a Földközi-tenger partvidékén Spanyolországban
- Genetta genetta pyrenaica – Pireneusi petymeg, a Pireneusok és Franciaország délnyugati része
- Genetta genetta rhodanica (Matschie) Délnyugat-Franciaországban, kisebb pettyekkel
- Genetta genetta balearica (Thomas) – Mallorcai petymeg, nagyobb pettyekkel, Mallorca, a Baleár-szigeteken
- Genetta genetta isabelae (Delibes, 1977) – Ibizai petymeg, Ibiza, a Természetvédelmi Világszövetség (IUCN) besorolása szerint "sérülékeny"
- Genetta genetta afra – Észak-Afrika
- Genetta genetta granti – Arab petymeg , az  Arab-félsziget délnyugati része
- Genetta genetta terraesanctae- Közel-keleti petymeg, Izrael
- Genetta genetta dongolana- Kelet-afrikai petymeg,  Kelet-Afrika
- Genetta genetta senegalensis – Nyugat-afrikai petymeg,  Nyugat-Afrika
- Genetta genetta felina – Dél-afrikai petymeg,  Dél-Afrika
- Genetta genetta hintoni
- Genetta genetta pulchra